# Creatonotos borealis
Creatonotos borealis är en fjärilsart som beskrevs av Rothschild 1910. Creatonotos borealis ingår i släktet Creatonotos och familjen björnspinnare. Inga underarter finns listade i Catalogue of Life.